# Editorial Kehot
L'Editorial Kehot - Kehot Publication Society en anglès-és la societat de publicacions del moviment hassídic Habad Lubavitx. L'editorial Kehot va ser establerta en 1941 pel sisè Rebe de Lubavitx, el Rabí Yosef Yitzchak Schneerson. En 1942 va nomenar director i editor en cap al seu gendre, el Rabí Menachem Mendel Schneerson.
Només un grapat de textos clàssics de Habad estaven disponibles per al públic el 1942, però sota el lideratge del Rabí Schneerson, l'Editorial Kehot va esdevenir el principal editor mundial de llibres sobre judaisme, amb més de 100.000 volums impresos en hebreu, ídix, anglès, rus, castellà, francès, italià, portuguès, neerlandès, alemany, persa i àrab.
El Rabí Schneerson va dedicar molt temps al seu projecte editorial. El nom Kehot (קה"ת), és un acrònim de Karnei Hod Torah (els rajos de glòria de la Torà). Hi ha tres lletres de l'alfabet hebreu que apareixen al logotip de l'editorial. Aquestes lletres es refereixen a l'any 5.505 del calendari hebreu (תק"ה), ja que aleshores va néixer el fundador de la dinastia hassídica de Habad, el Rabí Schneur Zalman de Liadí.